# Grand Politic Auto
Grand Politic Auto es un juego por internet que satiriza de una forma lúdica e historiada la situación de corrupción política en España a partir del Caso Campeón en el que se encuentra implicado el actual Ministro de Fomento, José Blanco López. A través de su dirección https://web.archive.org/web/20130602082248/http://juegogpa.com/, miles de personas juegan cada día al GPA suscitando diversas reacciones a través de las redes sociales por el contenido polémico del mismo.

## Antecedentes. ElCaso Campeón
El Caso Campeón es una investigación judicial en España sobre la presunta concesión de subvenciones irregulares a cambio de comisiones a cargos públicos.
Se inició con la Operación Campeón por parte de agentes del Servicio de Vigilancia Aduanera (dependiente de la Agencia Estatal Tributaria), en la que fueron detenidas 15 personas, entre las que figura el empresario farmacéutico lucense Jorge Dorribo y dos directivos de IGAPE. También se realizaron registros en las sedes de las empresas y en los domicilios de los investigados.
La investigación afectó a dos diputados autonómicos y al Ministro de Fomento José Blanco tras las declaraciones hechas por Dorribo, al afirmar que se reunió con el ministro en una gasolinera lucense, previo pago de 200 000 euros al primo de Blanco con el fin de que éste acelerara gestiones a su favor en el Ministerio de Hacienda y de Sanidad.

## Grand Politic Auto. El juego.
Tras la publicación del citado Caso Campeón y la implicación del Ministro de Fomento José Blanco, sin nombrarlo explícitamente y en una clara alusión a la situación de hartazgo sobre los escándalos de corrupción política en España, apareció el juego Grand Politic Auto en el dominio de internet https://web.archive.org/web/20130602082248/http://juegogpa.com/.
La mecánica del juego así como su presentación es sencilla: un empresario corrupto en busca de enriquecimiento personal a costa del bien de su país -simbolizado por sus monumentos y lugares más representativos- contacta en una gasolinera con un supuesto político que, tras las instrucciones precisas y a cambio de precio, le cede obras impensables que destrozan el patrimonio cultural, histórico, artístico y urbnístico de España.
Una vez superados los tres niveles de difucultad en los que consiste el juego, a través de los que el jugador hace las veces de empresario corrupto recogiendo maletines y evitando a la Guardia Civil, una pequeña secuencia de imágenes a modo de corto cinematográfico, nos traslada a un idílico final para los infractores mientras que dejan un país arruinado y cuya esencia, orginalidad e ingenuidad no volverá a recuperar.